# Варбург (Альберта)
Варбург (англ. Warburg) — село в Канаді, у провінції Альберта, у складі муніципального району Ледюк.

## Населення
За даними перепису 2016 року, село нараховувало 766 осіб, показавши скорочення на 2,9%, порівняно з 2011-м роком. Середня густина населення становила 285,9 осіб/км².
З офіційних мов обидвома одночасно володіли 15 жителів, тільки англійською — 750, тільки французькою — 5. Усього 25 осіб вважали рідною мовою не одну з офіційних, з них 5 — одну з корінних мов.
Працездатне населення становило 300 осіб (55% усього населення), рівень безробіття — 10% (11,1% серед чоловіків та 11,5% серед жінок). 86,7% осіб були найманими працівниками, а 13,3% — самозайнятими.
Середній дохід на особу становив $42 896 (медіана $31 712), при цьому для чоловіків — $55 260, а для жінок $27 204 (медіани — $52 224 та $22 421 відповідно).
21,8% мешканців мали закінчену шкільну освіту, не мали закінченої шкільної освіти — 33,6%, 44,5% мали післяшкільну освіту, з яких 18,4% мали диплом бакалавра, або вищий.
| Статево-вікова структура населення | Статево-вікова структура населення | Статево-вікова структура населення | Статево-вікова структура населення | Статево-вікова структура населення |
| ---------------------------------- | ---------------------------------- | ---------------------------------- | ---------------------------------- | ---------------------------------- |
|                                    |                                    |                                    |                                    |                                    |
| Всього                             | Всього                             | 52,0%48,0%                         |                                    |                                    |
| 0 — 14 років                       | 0 — 14 років                       |                                    | 19%                                | 19%                                |
| 15 — 64 років                      | 15 — 64 років                      |                                    | 58,8%                              | 58,8%                              |
| 65 і більше                        | 65 і більше                        |                                    | 22,2%                              | 22,2%                              |
| 85 і більше                        | 85 і більше                        |                                    | 4,6%                               | 4,6%                               |
| Середній вік (років)               | Середній вік (років)               | 41,943,6                           | 42,7                               | 42,7                               |
| Медіана (років)                    | Медіана (років)                    | 41,245,1                           | 43,7                               | 43,7                               |
| — чоловіки — жінки                 |                                    |                                    |                                    |                                    |

| Походження мешканців:     | Походження мешканців:     | Походження мешканців: | Походження мешканців: | Походження мешканців: |
| ------------------------- | ------------------------- | --------------------- | --------------------- | --------------------- |
| Походження                |                           |                       | осіб                  | %                     |
| Корінні американці        | Корінні американці        |                       | 85                    | 12.06%                |
| Інше північноамериканське | Інше північноамериканське |                       | 195                   | 27.66%                |
| Європейське               | Європейське               |                       | 575                   | 81.56%                |
| британське                | британське                |                       | 430                   | 60.99%                |
| французьке                | французьке                |                       | 65                    | 9.22%                 |
| українське                | українське                |                       | 30                    | 4.26%                 |
| Азійське                  | Азійське                  |                       | 25                    | 3.55%                 |

| Зайнятість населення за галузями (за класифікацією NOC): | Зайнятість населення за галузями (за класифікацією NOC): | Зайнятість населення за галузями (за класифікацією NOC): | Зайнятість населення за галузями (за класифікацією NOC): | Зайнятість населення за галузями (за класифікацією NOC): |
| -------------------------------------------------------- | -------------------------------------------------------- | -------------------------------------------------------- | -------------------------------------------------------- | -------------------------------------------------------- |
|                                                          |                                                          |                                                          |                                                          |                                                          |
| Управління                                               | Управління                                               |                                                          | 10%                                                      | 10%                                                      |
| Бізнес, фінанси та адміністрування                       | Бізнес, фінанси та адміністрування                       |                                                          | 8,3%                                                     | 8,3%                                                     |
| Природничі та прикладні науки                            | Природничі та прикладні науки                            |                                                          | 8,3%                                                     | 8,3%                                                     |
| Охорона здоров'я                                         | Охорона здоров'я                                         |                                                          | 3,3%                                                     | 3,3%                                                     |
| Освіта, правозахист, муніципальні та урядові служби      | Освіта, правозахист, муніципальні та урядові служби      |                                                          | 6,7%                                                     | 6,7%                                                     |
| Роздрібна торгівля та послуги                            | Роздрібна торгівля та послуги                            |                                                          | 25%                                                      | 25%                                                      |
| Гуртова торгівля, транспорт та обладнання                | Гуртова торгівля, транспорт та обладнання                |                                                          | 28,3%                                                    | 28,3%                                                    |
| Природні ресурси, сільське господарство                  | Природні ресурси, сільське господарство                  |                                                          | 5%                                                       | 5%                                                       |
| Виробництво                                              | Виробництво                                              |                                                          | 6,7%                                                     | 6,7%                                                     |

## Клімат
Середня річна температура становить 2,8°C, середня максимальна – 21,2°C, а середня мінімальна – -19,2°C. Середня річна кількість опадів – 530 мм.
| Клімат поселення                              | Клімат поселення | Клімат поселення | Клімат поселення | Клімат поселення | Клімат поселення | Клімат поселення | Клімат поселення | Клімат поселення | Клімат поселення | Клімат поселення | Клімат поселення | Клімат поселення | Клімат поселення |
| Показник                                      | Січ.             | Лют.             | Бер.             | Квіт.            | Трав.            | Черв.            | Лип.             | Серп.            | Вер.             | Жовт.            | Лист.            | Груд.            |                  |
| Середній максимум, °C                         | −6,01            | −2,82            | 2,30             | 10,17            | 16,17            | 20,15            | 21,19            | 20,74            | 15,73            | 10,50            | 1,42             | −4,06            |                  |
| Середня температура, °C                       | −12,61           | −9,4             | −4,31            | 3,55             | 9,56             | 13,53            | 15,74            | 15,27            | 10,27            | 5,04             | −4,04            | −9,51            |                  |
| Середній мінімум, °C                          | −19,24           | −16,04           | −10,92           | −3,06            | 2,96             | 6,94             | 10,28            | 9,80             | 4,80             | −0,42            | −9,52            | −14,99           |                  |
| Норма опадів, мм                              | 25               | 17               | 21               | 32               | 59               | 88               | 102              | 71               | 48               | 25               | 24               | 18               |                  |
| Середньомісячна швидкість вітру, м/с          | 3.10             | 3.30             | 3.40             | 3.60             | 3.51             | 3.20             | 2.91             | 2.80             | 3.00             | 3.30             | 3.20             | 3.19             |                  |
| Середньомісячна сонячна радіація, кДж/м²·день | 3498             | 6981             | 12232            | 17259            | 20514            | 21938            | 22214            | 18676            | 12706            | 7590             | 3843             | 2620             |                  |
| --------------------------------------------- | ---------------- | ---------------- | ---------------- | ---------------- | ---------------- | ---------------- | ---------------- | ---------------- | ---------------- | ---------------- | ---------------- | ---------------- | ---------------- |
| Джерело:                                      |                  |                  |                  |                  |                  |                  |                  |                  |                  |                  |                  |                  |                  |